# Naja siamensis
Naja siamensis este o specie de șerpi din genul Naja, familia Elapidae, descrisă de Laurenti 1768. A fost clasificată de IUCN ca specie vulnerabilă. Conform Catalogue of Life specia Naja siamensis nu are subspecii cunoscute.